# Peperomia decurrens
Peperomia decurrens är en pepparväxtart som beskrevs av C. Dc.. Peperomia decurrens ingår i släktet peperomior, och familjen pepparväxter. Inga underarter finns listade i Catalogue of Life.